# 66
66 (LXVI, na numeração romana) foi um ano comum do século I, do Calendário Juliano, da Era de Cristo, teve início a uma quarta-feira e terminou também a uma quarta-feira, e a sua letra dominical foi E.
| Ano completo                        |
| ----------------------------------- |
| Ano comum com início à quarta-feira |

## Eventos
- Começa a primeira revolta dos Judeus (até 70).
- 22 de Setembro - O imperador Nero cria a Legião I Italica.

## Mortes
- Paulo de Tarso, o apóstolo São Paulo (n. c. 3)